# Ballsh
Ballsh là một đô thị trong quận Mallakastër thuộc hạt Fier, Albania. Dân số năm 2005 là 9165 người.